# Nova Sîneavka, Stara Sîneava
Nova Sîneavka (în ucraineană Нова Синявка) este o comună în raionul Stara Sîneava, regiunea Hmelnîțkîi, Ucraina, formată numai din satul de reședință.

## Demografie
Componența lingvistică a comunei Nova Sîneavka
     Ucraineană (99,5%)
     Alte limbi (0,5%)
Conform recensământului din 2001, majoritatea populației comunei Nova Sîneavka era vorbitoare de ucraineană (99,5%), existând în minoritate și vorbitori de alte limbi.